# Mogrus fulvovittatus
Mogrus fulvovittatus là một loài nhện trong họ Salticidae.
Loài này thuộc chi Mogrus. Mogrus fulvovittatus được Eugène Simon miêu tả năm 1882.